# Baron Prášil (kniha)

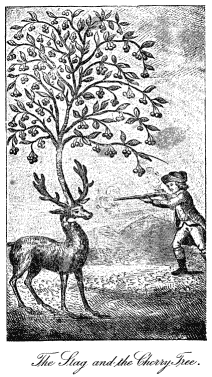
Jelen se stromkem třešní mezi parohy, ilustrace George Cruikshanka z roku 1793

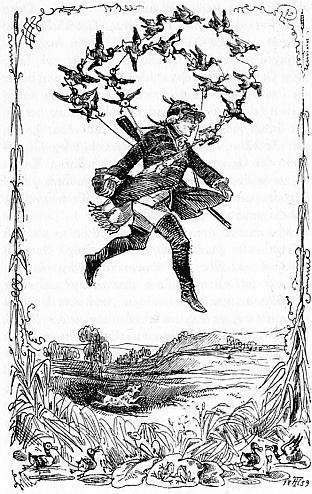
Baron Prášil na lovu kachen, ilustrace Theodora Hosemanna z roku 1840

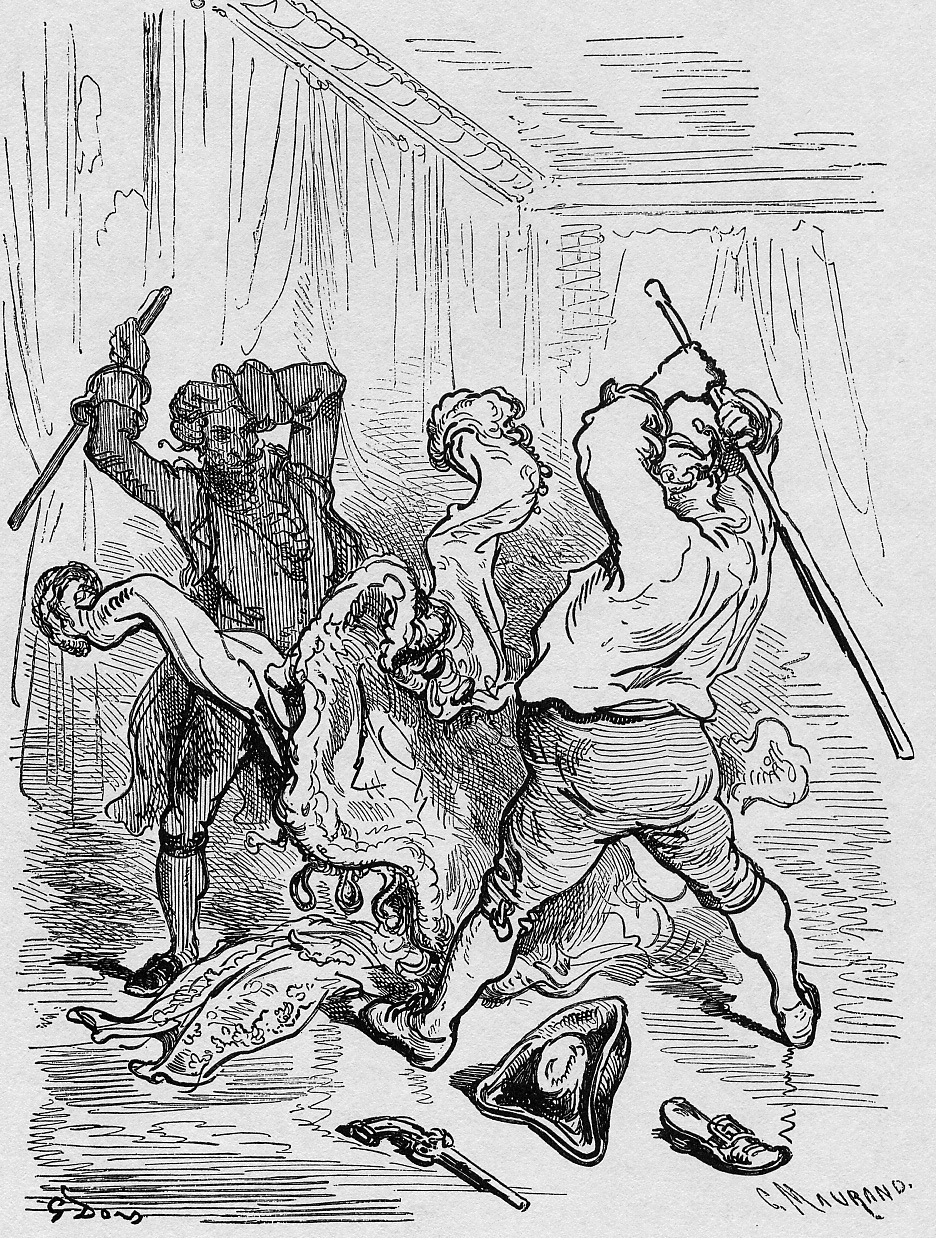
Vzteklý svrchník, ilustrace Gustava Dorého z roku 1862

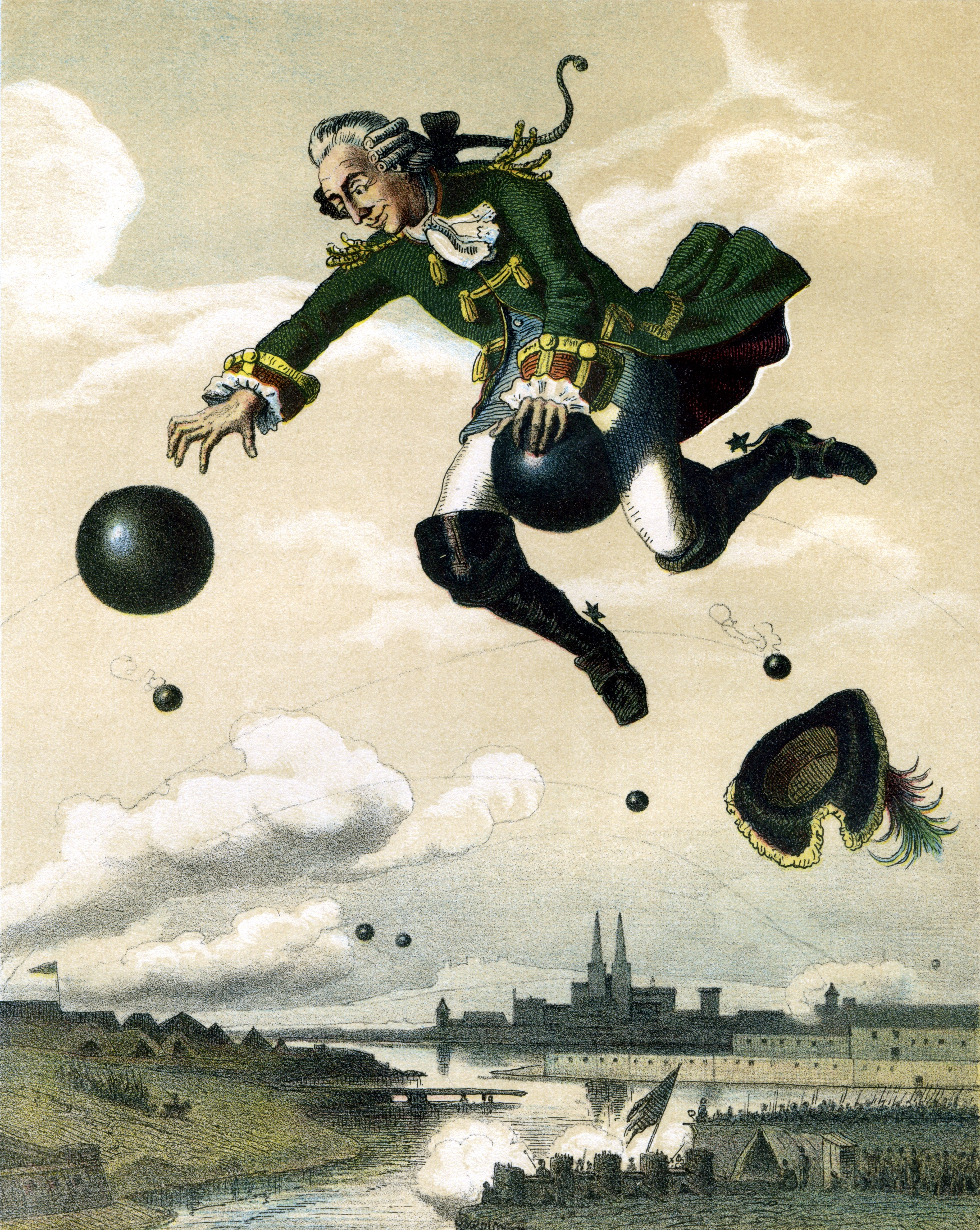
Baron Prášil na dělové kouli, ilustrace Augusta von Willa z roku 1872

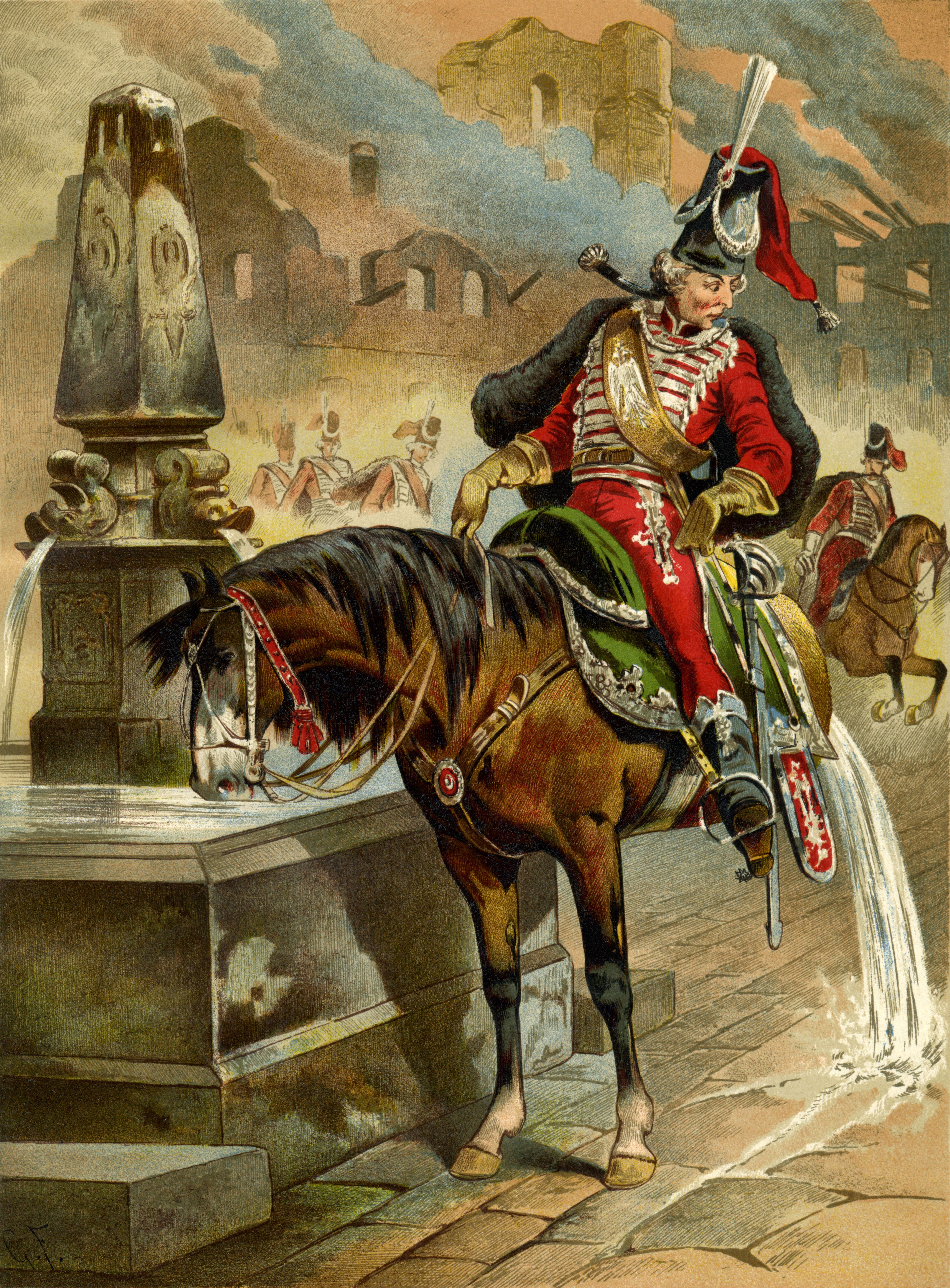
Rozpůlený kůň barona Prášila, ilustrace Gottfrieda Franze z roku 1896

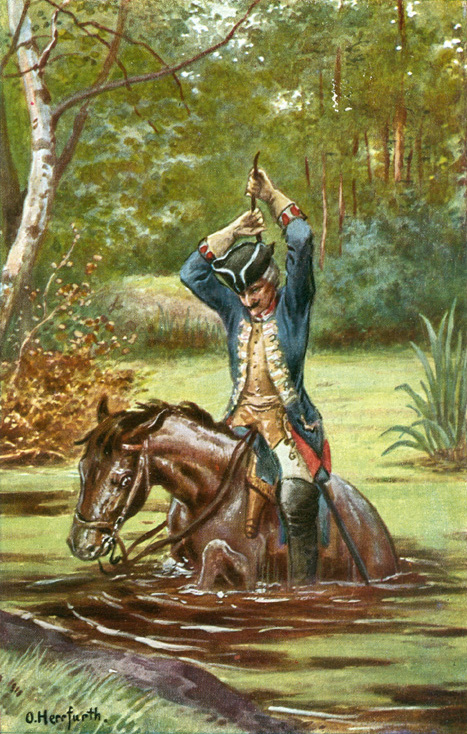
Baron Prášil se za cop vytahuje z močálu, ilustrace Oskara Herrfurtha (před rokem 1934)

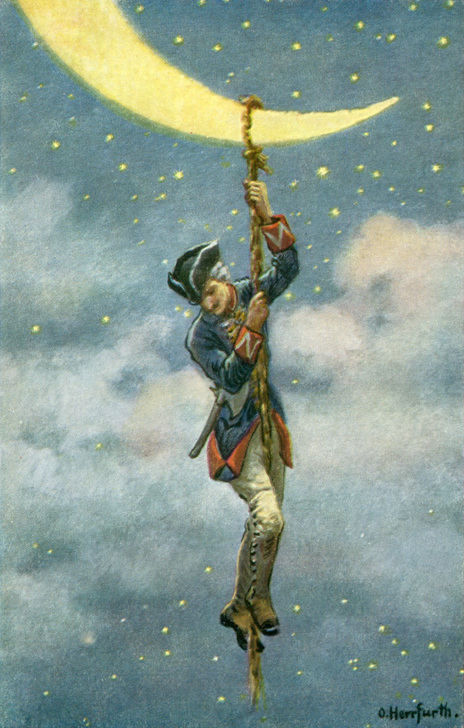
Baron Prášil na Měsíci, ilustrace Oskara Herrfurtha (před rokem 1934)

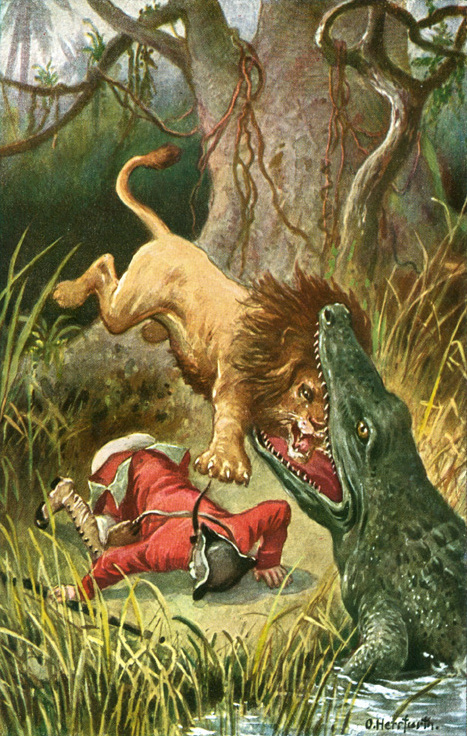
Baron Prášil přepaden lvem a krokodýlem, ilustrace Oskara Herrfurtha (před rokem 1934)

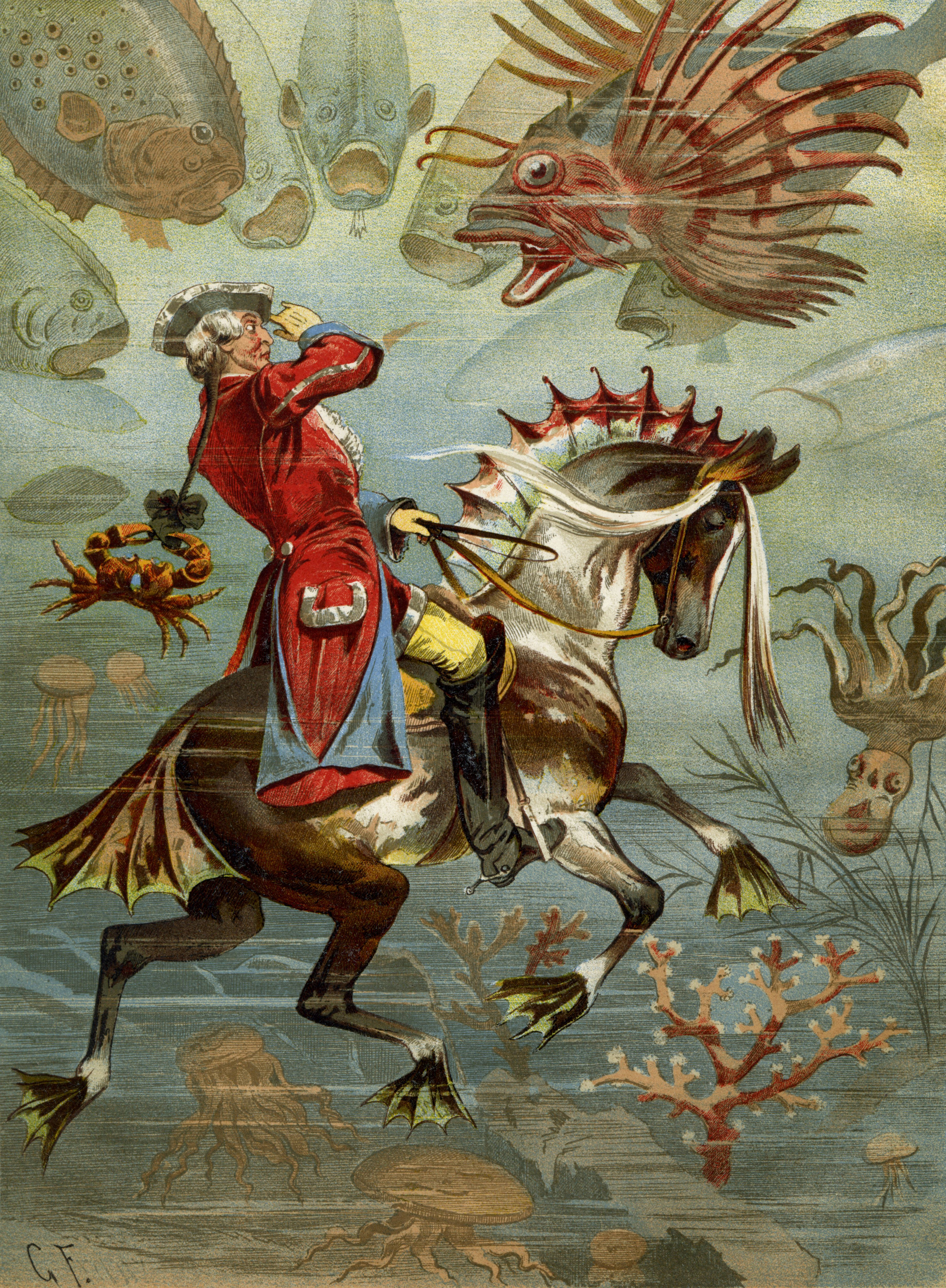
Otec barona Prášila na mořském koníku, ilustrace Gottfrieda Franze z roku 1896

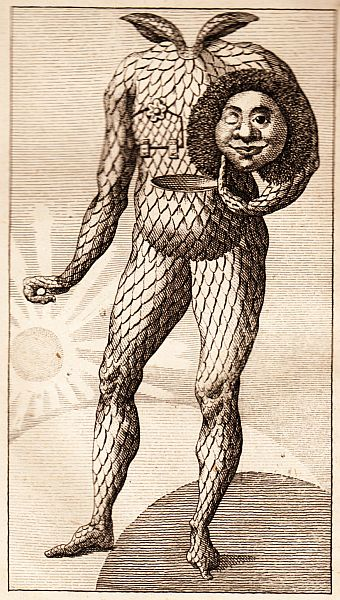
Měsičňan, ilustrace George Cruikshanka z roku 1793

Podivuhodné cesty po vodě i souši, polní tažení a veselá dobrodružství Barona Prášila, jak je vypravuje při víně v kruhu přátel (1786, Wunderbare Reisen zu Wasser und zu Lande, Feldzüge und lustige Abenteuer des Freiherrn von Münchhausen: wie er dieselben bei der Flasche im Zirkel seiner Freunde selbst zu erzählen pflegt), česky zkráceně Baron Prášil, je kniha německého preromantického spisovatele Gottfrieda Augusta Bürgera, ve které její hrdina vypráví o svých neuvěřitelných až fantastických příhodách, v nichž je často patrná autorova inspirace lidovými pohádkami a knížkami lidového čtení.
Kniha je inspirována smyšlenými příběhy, kterými se chlubil reálně žijící cestovatel baron von Münchhausen. Je jedním z vrcholů žánru fantastických cestopisů a podivuhodných cest (např. Lúkianos, John Mandeville, Cyrano z Bergracu). Jde o proud fantastických smyšlenek, založených na neustálém porušování biologických a fyzikálních zákonů. Abnormálně přetvořená realita je sice nemožná, ale ve vyprávění barona Prášila se zdá být zcela normální a opravdová.
Podle předmluvy ke knize je smysl Prášilových vyprávění v tom, že jde o parodii na příběhy různých chlubilů a lhářů, která spočívá v tom, že jejich obvyklé lhaní je převedeno do monstrózních rozměrů. Prášilovy příhody však současně slouží jako zdroj satirických narážek na politickou a kulturní situaci v tehdejším Německu.
Téměř nedílnou součástí knihy se staly ilustrace Gustava Dorého z roku 1862, v Česku kniha vyšla také s ilustracemi Cyrila Boudy.

## Vznik knihy
Baron Prášil je skutečná historická osobnost. Jde o německého vojáka a cestovatel barona von Münchhausena, který po návratu domů z vojenských tažení vyprávěl svým přátelům množství vymyšlených historek o svých neuvěřitelných dobrodružstvích.
Tato vyprávění vyšla anonymně roku 1781 v Berlíně ve sbírce příběhů Vademecum fur lustige Leute (Rukověť pro veselé lidi). Roku 1785 je do angličtiny přeložil a v Oxfordu vydal německý knihovník, spisovatel a vědec Rudolf Erich Raspe (1736–1794) pod názvem Vyprávění barona Prášila o jeho neuvěřitelných cestách a taženích v Rusku (Baron Munchausen's Narrative of his Marvellous Travels and Campaigns in Russia). Bürger tuto knihu roku 1786 přeložil zpět do němčiny a doplnil o celou řadu dalších vyprávění.

## Obsah knihy
Po dvou předmluvách následuje vlastní text vyprávění barona Prášila podávaný jako naprosto volný sled epizod řazených jedna za druhou a rozdělený do dvou částí:
- Baron Prášil vypravuje o svých cestách po Rusku.
- Baron Prášil vypravuje o svých námořních dobrodružstvích.

### Baron Prášil vypravuje o svých cestách po Rusku
V první části baron Prášil vypravuje o své zimní cestě z Polska do Ruska a podrobně líčí své neuvěřitelné lovecké i vojenské zážitky. Mimo jiné vypravuje například o tom,
- jak jel na saních, přepadl je vlk, zakousl se do zadku koně, prokousal se až k jeho hlavě a pak táhl saně místo něho.
- jak potkal vzteklého buldoka, na kterého hodil svůj svrchník. Ten se od psa nakazil vzteklinou a pak v šatníku roztrhal ostatní baronovo oblečení.
- jak při lovu kachen neměl broky a proto na kus provazu přivázal slaninu, kterou kachny jedna po druhé postupně snědly a zase nestrávenou vyloučily, takže je měl na provaze všechny navlečeny jako perly na šňůře. Tento provaz plný živých kachen si pak uvázal kolem pasu. Kachny však začaly mocně mávat křídly a vznesly se s ním vysoko do oblak. Prášil jim postupně zakroutil krkem a přistál na komíně domu, kde bydlel.
- jak místo broků použil na koroptve zašpičatělý nabiják, na který se jich sedm napíchlo jako na rožeň.
- jak brzy našel společnost lidí, kteří byli v ušlechtilém pijáckém umění učiněnými virtuózy. Zvláště jeden generál v klobouku byl stále střízlivý. Prášil brzy zjistil, že generál při boji s Turky ztratil horní polovinu hlavy a má pod kloboukem otevřenou lebku, kudy alkoholové výpary vycházely z těla, takže mohl pít dál.
- jak byl na lovu a protože mu opět došly náboje, střelil po jelenovi peckami od třešní. Jelen utekl, ale po roce jej Prášil uviděl znovu, ale to již měl jelen mezi parohy stromek plný třešní. Prášil jej nyní skolil a získal tak současně pečeni i třešňovou omáčku.
- jak měl chrta, který běhal tak dlouho v jeho službách, až si ubrousil nohy k samému břichu a mohl být používán již pouze jako jezevčík.
- jak vystopoval zajíce, co měl osm nohou, čtyři normální a čtyři na hřbetě. Když se zajíc unavil, obrátil se a běžel na těch horních, takže jej bylo opravdu těžké ulovit.
- jak jej přepadl medvěd, před kterým utekl na strom, ale tesák, kterým by si utáhl šroub křesadla od pušky, mu spadl na zem. Vypustil proto z těla „proud vody“ a namířil jej na tesák. Protože v Rusku panoval třeskutý mráz, voda okamžitě zmrzla, vytvořil se rampouch a za něj tesák vytáhl nahoru.
- jak jej přepadl vlk, kterému instinktivně vrazil pěst do vyceněné tlamy a nacpal do něj paži až po samé rameno. Protože se oprávněně bál z vlka ruku vyndat, popadl jej za vnitřnosti a obrátil jej naruby.
- jak vytáhl s ruskou armádou proti Turkům. Na tomto tažení létal na dělových koulích a vytáhl sám sebe i s koněm z močálu za svůj cop. Když jeho kůň v bitvě ztratil zadní půlku těla (což Prášil zjistil, když kůň pil z kašny příliš dlouho, protože všechna voda z něho vytékala zadem pryč), podařilo se mu tuto půlku najít, jak se v malé chvíli seznámila až nápadně intimně s kobylami pobíhajícími po pastvině. Kuršmíd (zvěrolékař bez akademického vzdělání) pak dal obě půlky koně k sobě a protože je neměl čím sešít, použil vavřínové výhonky. Po sešití vavřín vyrostl a vytvořil nad Prášilem loubí, které jej chránilo před sluncem.
- jak na tažení proti Turkům upadl do zajetí a byl prodán do otroctví. Musil pak každé ráno vyhánět na pastvu sultánovy včely, po celý den je hlídat a za soumraku je zase nahánět do úlů. Když mu včely napadli dva medvědi, mrštil po nich stříbrnou sekyrku (odznak všech sultánových sluhů). Včely sice zachránil, avšak sekyrka hozená příliš prudce vylétla až na Měsíc. Zasadil proto rychle rostoucí turecký bob, který vzápětí vyrostl tak vysoko, že se dotkl Měsíce. Po něm pak na Měsíc vylezl a sekyrku tam našel.
- jak byl propuštěn ze zajetí a jel z Ruska domů dostavníkem. Přitom panoval tak strašný mráz, že nastydlo a omrzlo i Slunce. Postilion chtěl svou trubkou dávat znamení, že jede, ale ať do ní foukal, jak chtěl, trubka nevydala ani hlásku. Tóny totiž v trubce zamrzly. Když pak trubka v hospodě rozmrzla, hrála sama.

### Baron Prášil vypravuje o svých námořních dobrodružstvích
Tato část obsahuje deset Prášilových námořních dobrodružství a jeho cestu zeměkoulí spojenou s dalšími příhodami.
- V prvním námořním dobrodružství popisuje Prášil svou cestu na Cejlon, kterou absolvoval jako mladík se svým příbuzným za jeho strýcem, který tam byl guvernérem. Cestou přistáli u ostrova, kde rostly na stromech již naložené okurky. Na Cejlonu si s přítelem vyšel na lov a tam jej přepadl lev. Když chtěl uprchnout, zjistil, že mu v cestě stojí obrovský krokodýl. V okamžiku, kdy lev na něho skočil, padl na zem a lev vletěl krokodýlovi přímo do tlamy. Prášil lva zabil a krokodýl se udusil.
- Ve druhém námořním dobrodružství popisuje Prášil svou cestu z Portsmouthu do Severní Ameriky roku 1766. Plavil se na válečné lodi, která měla na palubě tisíc děl a čtrnáct tisíc mužů posádky. Když byli asi tři sta mil od Řeky svatého Vavřince, narazila loď prudce na nějaké skalisko, ale olovnice ani v hloubce pěti set sáhů nenarazila na dno. Katastrofu způsobila obrovská velryba, která na hladině usnula. Netvor popadl do zubů hlavní kotvu a vlekl loď asi šedesát mil, když se lano naštěstí přetrhlo. Loď však dostala trhlinu, kterou se stále nedařilo ucpat, až ji Prášil zacpal zadní částí svého těla a nesvlékl si přitom ani kalhoty.
- Ve třetím námořním dobrodružství spolkl Prášila ve Středozemním moři veliký žralok. Prášil mu začal v žaludku tancovat, žralok vyplaval na hladinu, tam jej ulovila italská obchodní loď a Prášil byl zachráněn.
- Ve čtvrtém námořním dobrodružství se Prášil, když byl v tureckých službách, bavil projížďkami výletní bárkou po Marmarském moři. Na jedné z nich sestřelil obrovský balón, ve kterém byl Francouz a půl pečené ovce. Ten pak vyprávěl, že balón, ve kterém chtěl s ovcí předvést zábavné představení, byl větrem zahnán nad širé moře a tak vysoko, že mu Slunce ovci, kterou musel z hladu zabít, upeklo do zlatova, takže měl pečeni k jídlu.
- V pátém námořním dobrodružství cestoval Prášil z Cařihradu do Káhiry s tajným posláním od sultána. Na cestě získal do svých služeb vynikající pomocníky. První z nich měl na každé noze přivázané padesátilibrové závaží, aby se nepohyboval příliš rychle, druhý měl tak dobrý sluch, že slyšel, jak roste tráva, třetí byl čarovným střelcem, který dokázal z místa poblíž Cařihradu sestřelit vrabce na špičce štrasburského chrámu. Čtvrtého našel v Libanonu. Byl to takový silák, že dokázal najednou vytrhnout a odnést čtvereční míli lesa. Po příjezdu do Egypta pak získal posledního, který dokázal nosními dírkami dělat vítr. Když Prášil vyřídil v Káhiře své poslání, vrátil se i se svými novými služebníky do Cařihradu.
- V šestém námořním dobrodružství mu zázrační služebníci, které získal v předcházejícím dobrodružství, pomohli vyhrát sázku, že sultánovi za hodinu opatří láhev vynikajícího tokajského vína z císařského vídeňského sklepa. Pokud by Prášil prohrál, přišel by o hlavu, v případě vítězství si mohl odnést ze sultánovy pokladnice tolik zlata, stříbra, perel a drahého kamení, kolik unese nejsilnější muž. Jako výhru Prášilův silák pochopitelně odnesl ze sultánovy pokladnice všechno. S kořistí se Prášil se svými pomocníky odebral hned do přístavu a odplul. Sultán za nimi poslal své námořní loďstvo, ale pátý služebník udělal svými nosními dírkami takový vichr, že celou tureckou flotilu zahnal zpět k pobřeží.
- Sedmé námořní dobrodružství vyprávěl nejprve Prášilův pobočník. Bylo o tom, jak se sultán s baronem usmířil, protože měl takové příjmy, že mu vyprázdněná pokladna vlastně nevadila. Když ale chtěl Prášil přehodit obrovské sultánovo dělo přes úžinu na druhý břeh, uklouzl a dělo zmizelo ve vodě. Sultán se tak rozlítil, že Prášila odsoudil k smrti. Zachránila jej jedna sultánova žena, která jej schovala a umožnila mu útěk do Benátek. Pak se slova ujal opět baron a líčil své zážitky při obléháni Gibraltaru, kdy v přestrojení za kněze vnikl do nepřátelského tábora a tam naházel všechna jejich děla do moře. Kromě toho vylíčil ještě příhodu svého otce, který zkrotil splašeného mořského koníka a procestoval na něm podmořský svět. Přitom viděl zpívající ryby, vodní oheň, rybí ložnice, porodnice a školy, podmořské lesy, humří, račí a ústřicové stromy.
- V osmém námořním dobrodružství vypráví baron Prášil o tom, jak se zúčastnil výpravy na severní pól a přepadli jej lední medvědi. Jednoho z nich zabil a převlékl se do jeho kůže a medvědi jej vzali mezi sebe. On je pak všechny postupně zabil a maso i kůže dopravil na loď.
- V devátém námořním dobrodružství plul baron do Východní Indie. Na palubě měl psa, který uprostřed oceánu větřil zvěřinu. Prášil se vsadil s kapitánem sázku o sto guineí, že se zvěřina do půl hodiny objeví. A skutečně. Námořníci vzápětí ulovili žraloka, který měl v žaludku živé koroptve, z nichž jedna dokonce seděla na vejcích.
- Desáté námořní dobrodružství obsahuje popis druhé cesty barona Prášila na Měsíc. Tentokrát se tam dostal na lodi, kterou smršť zvedla vysoko nad mořskou hladinu. Na Měsíci žily obrovské bytosti (například moucha byla velká téměř jako pozemská ovce) a měsíční král vedl právě válku se Sluncem. Nejstrašlivější válečnou zbraní Měsíčňanů byly ředkvičky. Vrhali jimi jako oštěpy a okamžitě jimi usmrtili každého, koho zasáhli. Jako štíty používali Měsíčňané houby a když nebyla sezóna ředkviček, nahrazovali je chřestem. Samotní Měsíčňané měli hlavu pod pravou paží a mohli si ji nechat doma, přičemž s ní měli neustálý kontakt. Oči si Měsíčňané mohli libovolně vyndávat a nasazovat a v prodejnách očí si mohli kupovat takové, které byly právě v módě.
- Prášilova cesta zeměkoulí začal tím, že baron chtěl na Sicílii prozkoumat soptící Etnu. Když třikrát obešel kráter a nic nezjistil, skočil prostě dovnitř. Na dně kráteru našel boha ohně Vulkána a jeho pomocníky Kyklopy, jak se spolu hádají, což byla zřejmě příčina soptění hory. Vulkán baronovi ošetřil popáleniny a seznámil jej se svou manželkou Venuší. Nakonec však začal na barona žárlit a prohodil jej zeměkoulí do Tichého oceánu, kde jej vylovila holandská loď. S tou se dostal nejprve do moře z mléka, kde našli ostrov ze sýra a kde se z vinné révy lisovala smetana, a pak do moře plného vína. Nakonec je spolkla tak obrovská ryba, že nedohlédli jejího konce, a v jejím žaludku našli spoustu jiných lodí a také deset tisíc lidí. Na baronovu radu spojili dva veliké stožáry, a když ryba otevřela na hladině tlamu, vzepřeli stožáry o její dolní a horní čelist, takže ryba nemohla tlamu zavřít. Tak se všichni dostali na svobodu.

## Filmové adaptace
- Dobrodružství barona Prášila (1911, Les aventures de baron de Munchhausen), francouzský němý film, režie Georges Méliès.
- Monsieur de Crac (1912), francouzský němý film, režie Émile Cohl.
- Похождения Мюнхгаузена (1929, Prášilova dobrodružství), sovětský animovaný (kreslený) film, režie Daniil Čerkes.
- Baron Prášil (1943, Münchhausen), německý film, režie Josef von Báky, v titulní roli Hans Albers
- Baron Prášil (1962), český film, režie Karel Zeman, v titulní roli Miloš Kopecký.
- Dobrodružství barona Prášila (1967, Приключения барона Мюнхаузена), ruský sovětský loutkový film, režie Anatolij Karanovič
- Dobrodružství legendárního barona Prášila (1979, Les fabuleuses aventures du légendaire Baron de Munchausen), francouzský animovaný film, režie Jean Image.
- To je ten baron Prášil (1979, Тот самый Мюнхгаузен), ruský sovětský televizní film, režie Mark Zacharov, v titulní roli Oleg Jankovskij
- Dobrodružství barona Prášila (1988, The Adventures of Baron Munchausen), britsko-německý film, režie Terry Gilliam, v titulní roli John Neville.
- Baron Prášil (2012, Baron Münchhausen), německý film, režie Andreas Linke, v titulní roli Jan Josef Liefers.

Český film Baron Prášil (později uváděn pod názvem Když Burian prášil) režiséra Martina Friče z roku 1940 v hlavní roli s Vlastou Burianem pouze využívá některých motivů Bürgerovy knihy.

## Ohlasy díla v literatuře, divadle a hudbě
Postava barona Prášila inspirovala celou řadu pozdějších uměleckých děl. V próze patří k nejvýznamnějším román Münchhausen (1838–1839) německého spisovatele Karla Leberechta Immermanna, který námět přetvořil ve velkou společenskou satiru, dále román Münchhausen und Clarissa (1905) rovněž německého spisovatele Paula Scheerbarta nebo tragikomická povídka Münchhausen über uns (1910) rakouského spisovatele Erwina Guida Kolbenheyera. Z české literatury je možno zmínit román Konec starých časů Vladislava Vančury z roku 1934 s hlavní postavou ruského knížete Alexandra Megalrogova, který nese Prášilovy rysy. Divadelní hra Münchhausen německého dramatika Waltra Hasenclevera byla napsána také roku 1934.
Roku 2010 vznikl český muzikál Baron Prášil s hudbou Zdeňka Bartáka na libreto Petra Markova.

## Česká vydání
- Přjhody Pana Žamputáře, od něho samého wyprawowané a sebrané od J. Charwáta. W Praze: Martin Neureuter, 1824. přeložil Jan Josef Charvát, 50 s. (první české vydání Barona Prášila).
- Podivné příhody pana Prášila, Tisk a sklad Jaroslava Pospišila, Praha 1844.
- Znamenité a podivné příhody pana Prášílka, s kterými se na mnohých svých cestách po veškerém světě setkal a možné i nemožné skutky vyvedl, jakož sám vypravuje, Alois Josef Landfras a syn, Jindřichův Hradec 1865, vypravuje Václav Rodomil Kramerius.
- Pan baron Prášil, Rudolf Storch, Praha 1890, vypravuje František Ruth.
- Dobrodružství barona Prášila, Praha 1895, vypravuje Ludmila Grossmannová-Brodská.
- Baron Prášil: podivuhodné cesty a příhody jeho na souši i po moři, Ignác Leopold Kober, Praha 1897, vypravuje Ignác Hofírek, znovu 1912.
- Baron Prášil, František Šimáček, Praha 1906, přeložil Jaromír Hvězda (T. E. Tisovský) dostupné online, znovu 1907, Šolc a Šimáček, Praha 1921 a Toužimský a Moravec, Praha 1935.
- Povídky z cest barona Prášila, Lidové nakladatelství, Praha 1911, vypravuje Václav Patejdl.
- Pan baron Prášil a jeho podivuhodná cestovní dobrodružství, Alois Hynek, Praha 1911, vypravuje Zdenka Zásmucká, znovu 1924.
- Baron Prášil, Bedřich Kočí, Praha 1933, vypravuje L. A. Helwich.
- Příhody barona Prášila, Josef Hladký, Praha 1924, přeložil Bedřich Beneš Buchlovan.
- Podivuhodné cesty po vodě i souši, polní tažení a veselá dobrodružství barona Prášila, jak je sám při víně vypravuje v kruhu svých přátel, Družstevní práce, Praha 1935, přeložil Zdeněk Gintl.
- Baron Prášil: jeho veselé cesty a dobrodružství, Karel Hloušek, Praha 1939, vypravuje Josef Ročák.
- Podivuhodné cesty a dobrodružství barona Prášila na vodě a na souši, : Školní nakladatelství pro Čechy a Moravu, Praha 1941, vypravuje Arnošt Ondrůj, znovu 1942.
- Podivuhodné cesty po vodě i souši, polní tažení a veselá dobrodružství Barona Prášila, jak je vypravuje při víně v kruhu přátel, Naše vojsko, Praha 1958, přeložil a upravil Jiří Kolář za spolupráce Jiřího Havlíka, znovu Nakladatelství Lidové noviny, Praha 1996, Academia, Praha 2000 a Millennium Publishing, Praha 2010.
- O strachu i udatenství, o přízni i protivenství, o lovu i cestování, o boji i hodování, řada příhod, jimiž strašil nebojácné Baron Prášil, SNDK, Praha 1965, vypravuje Jiří Kolář a Josef Hiršal, znovu 1970.
- Dobrodružství barona Prášila, Spektrum, Praha 1991, vypravuje Vladimír Reis.
- Baron Prášil, Toužimský a Moravec, Praha 1994, vypravuje Ljuba Vašáková.